# Juan Alberto Roccatagliata
Juan Alberto Roccatagliata (1939-Buenos Aires, 22 de junio de 2016) fue un doctor geógrafo argentino especializado en Ordenación del Territorio y en Transporte ferroviario. Defendió la gestión de la ordenación del territorio en la política argentina y la mejora del transporte ferroviario como una parte del sistema de transporte del país. Por su trabajo fue galardonado como Miembro de Honor de la Sociedad Geográfica de París, Miembro de número de la Academia Geográfica de Argentina

## Biografía
Publicó casi un centenar de trabajos. Su labor se encomendó en la voluntad de crear un territorio armónico y en igualdad para oportunidades para todos a través del estudio de la Ordenación del territorio. En su campo es también muy valorado por unir a la política con el estudio de la geografía. También desde el ámbito político fomentó el desarrollo del transporte ferroviario, como parte de un sistema multimodal de transporte para Argentina.
Roccatagliata ha sido invitado a varias universidades como profesor invitado, entre ellas la de Madrid y Salamanca. Además ha sido condecorado por la Universidad de Texas.